# Рішар Гальяно
Рішар Гальяно (фр. Richard Galliano; нар. 12 грудня 1950, Ле-Канне, Приморські Альпи, Франція) — французький акордеоніст італійського походження.

## Життєпис
На акордеоні Гальяно почав грати у віці 4 років під впливом свого батька Лучано (фр. Lucien), родом з П'ємонту, також акордеоніста. Музичну освіту здобував в консерваторії Ніцци, де вивчав гармонію, контрапункт та тромбон і отримав першу премію в 1969 році. У 14-річному віці почав слухати джаз і був захоплений грою трубача Кліфорда Бравна (Clifford Brown), в якого почерпнув багато ідей.
Спочатку працював джазовим акордеоністом. У 1973 році переїхав до Парижу, де отримав посаду диригента, аранжувальника і композитора у оркестрі Клода Нугаро (Claude Nougaro). Тут працював з такими зірками як Чет Бейкер, Ян Ґарбарек, Джо Завінул, Рон Картер (Ron Carter), Мішель Петруччіані та Тутс Тілеманс. В оркестрі Клода Нугаро Рішар Гальяно пропрацював до 1983 року і написав такі пісні як «Алея туманів» (Allée des brouillards), «Вітрильники» (Des Voiliers), «Жорстокість життя» (Vie violence).
У 1991 році за порадою Астора П'яццоли, який зробив дуже багато для розвитку танго, Гальяно вирішив реалізувати свою велику ідею — розвинути французький музичний стиль «Новий мюзет» (New Musette), який вперше став популярним у Парижі в 1880 році. Але цю музику потрібно грати не так, як її грали в 1930-х роках, а з врахуванням впливів Астора П'яццоли, Джона Колтрейна, Білла Еванса та Клода Дебюссі.
У 2003 році він випустив альбом «П'яццола назавжди» (Piazzolla Forever) присвячений десятиріччю пам'яті Астора П'яцолли і з цією програмою зробив світове турне.
Сьогодні Гальяно є одним з найбільших джазових акордеоністів. Він грає також на акордині (подібна до мелодики), бандонеоні, тромбоні, фортепіано, синтезаторі. Рішар Гальяно виступав на найпрестижніших сценах світу, таких як Лінкольн-центр в Нью-Йорку, Ла Скала в Мілані, Консертгебау в Амстердамі, Театр Єлисейських полів в Парижі.

## Рішар Гальяно в Україні
- Перший виступ Рішара Гальяно в Києві відбувся в 2004-му році, другий — 5 грудня 2004 року в Національній філармонії[3], а третій — 3 грудня 2011 у київській книжковій кав'ярні «Бабуїн»[4].
- В Україні Рішар Гальяно і квартет «Tangaria quartet» виступав 19 вересня 2008 року на джазовому фестивалі в Коктебелі у Криму[5].
- 17 квітня 2011 року в рамках фестивалю «Французька весна» Рішар Гальяно у супроводі Рафаеля Мейаса (Rafael Mejias, ударні), Себастьяна Сюреля (Sebastien Surel, скрипка) і Філіпа Аерта (Pilip Aerts, контрабас), виступили у Київському будинку офіцерів[6][7].
- 8 грудня в Одеській філармонії[8] та 9 грудня 2011 року в Київському будинку офіцерів[9] виступив Рішар Гальяно та його квартет «Tangaria Quartet».
- 27 червня 2017 року Рішар Гальяно (акордеон) разом з Паоло Фрезу (труба, саксгорн), виступив у Львові на «Альфа Джаз Фест 2017» — сьомому міжнародному джазововому фестивалі, що тривав з 23 до 27 червня.[10]. Музиканти повинні були виступати у складі тріо, але піаніст Ян Лундгрен захворів і змушений був летіти з Копенгагена не до Львова, а додому до Осло.

## Дискографія
Рішар Гальяно, як композитор написав або гармонізував понад чотириста композицій. Він у співпраці з багатьма видатними музикантами записав більше ніж 50 альбомів, на яких записана музика від фольку до творів Моцарта, Баха, Вівальді, П'яццоли.
- 1985: Spleen (CY)
- 1990: Panamanhattan
- 1991: Flyin' the Coop (52e Rue Est)
- 1991: New Musette (Label Bleu)
- 1992: Astor Piazzolla: Ballet Tango
- 1992: Blues Sur Seine (La Lichère)
- 1992: Coloriage (Egea)
- 1993: Viaggio (Disques Dreyfus)
- 1993: Voce a mano
- 1995: Laurita (Dreyfus Jazz)
- 1996: New York Tango (Dreyfus)
- 1996: Vignola Réunion Trio
- 1997: Blow Up (Dreyfus)
- 1997: El sueño de una noche de verano
- 1998: French Touch (Dreyfus)
- 1999: Passatori (Dreyfus)
- 2002: Face to Face
- 2003: Piazzolla Forever (2003)
- 2005: Ruby, My Dear (Dreyfus)
- 2006: Luz Negra (Milan)
- 2006: Solo (Milan)
- 2007: If You Love Me (L'Hymne a l'amour) (CAM Jazz)
- 2007: Mare Nostrum (з піаністом Яном Лундгреном і трубачем Паоло Фрезу)
- 2008: L'hymne à l'amour
- 2008: Love Day — Los Angeles Sessions (Milan)
- 2008: Ten Years Ago (Milan)
- 2010: Bach (Deutsche Grammophon)
- 2011: Nino Rota (Deutsche Grammophon)
- 2012: Tango Live Forever
- 2013: Vivaldi (Deutsche Grammophon)
- 2014: Au Brésil
- 2014: Sentimentale
- 2015: La vie en rose (Зустрічі з Едіт Піаф та Гусом Візером[fr])
- 2016: Mare Nostrum II
- 2016: Mozart (Deutsche Grammophon)

## Нагороди
- 1997: Премія «Музичні перемоги в джазі»[fr] за його альбом «New York Tango»
- 1998: Премія «Музичні перемоги в джазі»[fr] за його альбом «Blow Up»
- 2009: Офіцер Ордену Мистецтв та літератури
- 2010: Премія Товариства музичних авторів, композиторів і видавців [fr] (SACEM) за педагогічну книгу про метод навчання на акордеоні, яку він написав разом зі своїм батьком Люсьєном Гальяно (видавець Лемуан)
- 2011: Командор Ордену Мистецтв та літератури
- 2014: Премія «Музичні перемоги в класиці»[fr] як «Найкращий композитор року 2014»